# ミールホセイン・ムーサヴィー
ミールホセイン・ムーサヴィー・ハーメネ（ペルシア語: میرحسین موسوی خامنه, ラテン文字転写: Mīr-Ḥoseyn Mūsavī-Khāmeneh; 1941年9月29日- ）はイラン・イスラーム共和国の改革派の政治家。画家、建築家でもある。1981年から1989年にかけて、第5代にして最後の首相職を務めた。イラン芸術アカデミー総裁。2009年の第10期大統領選挙に立候補した。「ミール・ホセイン」と区切って表記されることもある。
ムーサヴィーは1989年の憲法改正まで首相を務めた。同改正で首相職は廃止されたため最後の首相である。首相職以前は外務大臣職にあった。公益判別会議議員、文化革命高等評議会員であるが数年にわたり出席していない。政治アナリストや評論家は不満の現れと解釈している。革命初期には、ムーサヴィーはイスラーム共和党機関紙ジョムフーリーイェ・エスラーミー紙の編集長であった。政治的立場は改革派に属するが、保守穏健派からも支持があるとされる。2009年の大統領選挙にあたっては緑色を陣営の色として選択。以降、緑色はイラン全土に浸透している。
また、ムーサヴィーはイラン国内の少数民族であるアゼルバイジャン人である。

## 若年期とキャリア初期
ミールホセイン・ムーサヴィーは1941年9月29日、イラン東アーザルバーイジャーン州ハーメネに生まれた。父ミール・エスマーイールはタブリーズ出身の茶商人であった。ムーサヴィーはハーメネで育ち、1958年に高校を卒業するとテヘランに移った。ムーサヴィーはハーメネに地縁をもつアリー・ハーメネイーの血縁で、ムーサヴィーの祖母はハーメネイーの父方の叔母にあたる。
60年代初期、ムーサヴィーは一人の青年としてイラン自由運動に緊密な関わりを持った。イラン自由運動は宗教的・民族主義的政党でメフディー・バーザルガーン、ヤドッラー・サハービー、マフムード・ターレガーニー、モスタファー・チャムラーン、アリー・シャリーアティーらによって結成されたものである。ムーサヴィーは、テヘランのホセイニーイェ・エルシャードで行われるシャリーアティーの講義に定期的に出席する学生活動家の一人であった。
建築学の学士号をテヘラン・メッリー大学（現在のシャヒード・ベヘシュティー大学）から取得、1969年には、主に伝統的イラン建築に注目して、建築学修士号を同じくメッリー大学から取得している。学生生活のかたわら、左翼運動イスラーム学生連盟に活動的メンバーとして参画している。
1969年、ムーサヴィーはザフラー・ラフナヴァルドと結婚した。ザフラーは彫刻を専攻する大学研究生で、アリー・シャリーアティーの学生としても著名であった。彼女はのちにアルザフラー大学の学長をつとめており、また前大統領モハンマド・ハータミーの政治顧問ともなっている。
ムーサヴィーは妻とともにイラン・イスラーム革命の成功に積極的役割を果たした。モハンマド・レザー・シャーの君主制に反対する街頭での抗議活動を組織したとして投獄されたこともある。革命が近づくにつれ、早い段階からチェ・ゲバラを政治的英雄としていたムーサヴィーは、闘争により積極的に関わるようになり、まもなく革命指導者ルーホッラー・ホメイニーの緊密な協力者モハンマド・ベヘシュティーの戦列に加わった。
1979年1月、シャーは亡命。数週間後にホメイニーがテヘランへ帰還した。
ムーサヴィーはベヘシュティーによる1979年のイスラーム共和党の設立に協力。これはイランにおけるイスラーム共和国の創設と君主制の早急な打倒のためのものである。イスラーム共和党でムーサヴィーは政治書記となり、また機関紙「ジョムフーリーイェ・エスラーミー」の編集長を務めた。
1979年半、ムーサヴィーはホメイニーからイスラーム革命評議会議員に任じられた。ジョムフーリーイェ・エスラーミーの編集長として、初代大統領アボルハサン・バニーサドルに反対。1981年にバニーサドルが議会の弾劾を受けてフランスへ出国するまで強い非難を加えた。
1981年8月15日、モハンマド・アリー・ラジャーイー政権での政府再建の一環として、外務大臣に任じられた。首相に昇任する1981年12月15日まで約5ヵ月在任した。

## 首相として
1981年8月、大統領モハンマド・アリー・ラジャーイーと首相モハンマド・ジャヴァード・バーホナルが爆弾テロにより暗殺された。10月の大統領選挙でアリー・ハーメネイーが大統領に選出された。ハーメネイーはアリー・アクバル・ヴェラーヤティーを首相に推すが、議会での信任投票において不信任80票、信任74票で信任は与えられなかった。その後、ハーメネイーは左派主導の議会との妥協の結果、強い拒否感を抱きつつもムーサヴィーを首相候補とした。議会では10月28日、115票対39票でムーサヴィーを信任。1981年10月31日、ムーサヴィーはイランの第79代首相に就任し、1989年8月3日まで8年間にわたって在任した。
イスラーム共和国内において左派に属したムーサヴィーと右派に属したハーメネイーの対立は、この後の8年間、ともに政府を担いつつ継続することになり、イラン・イラク戦争終結直後の1988年にはムーサヴィーの辞表提出という事態を招いている。しかし最高指導者ルーホッラー・ホメイニーは辞表の受理を拒否している。これは、ムーサヴィーはホメイニーの全面的支援を受けていたためであり、異論を容認しない政府を率いた政治家として記憶されている。
ムーサヴィーの首相職はイラン・イラク戦争と表裏一体のものであった。戦争の期間を通じて、ムーサヴィーはイランを指導し、国家経済の運営において一般民衆からの賞賛を浴びている。配給券を基礎とした経済体制を提唱し、このシステムはイラン・イラク戦争中、人々への公正な財の分配に寄与したと考えられている。
多くの専門家はムーサヴィーによるイラン経済の運営と、イラン・イラク戦争期の内政・経済における指導力、国際的孤立状況からの脱却における努力を賞賛している。一方、彼は「気まぐれ」な性格で、イランの複雑な政治制度の進路を指し示すにあたって、ムーサヴィーはそのライヴァルらに比して、なしえたことは少ないとも評される。
イラン・イラク戦争終結直後の1988年8月20日、ルーホッラー・ホメイニー死去。専門家会議により、アリー・ハーメネイーが新たな最高指導者に選出された。ホメイニーの死により、ムーサヴィーとその左派陣営は体制内における支持基盤を失うこととなった。
戦後復興計画をめぐる議会審理において、ムーサヴィーは当時の議会議長アリー・アクバル・ハーシェミー・ラフサンジャーニーと激しい論戦を繰り広げた。これは戦後復興のために西側諸国の支援の提案を受け入れるべきとするラフサンジャーニーの提起をめぐってのものである。
1989年7月28日、憲法は国民投票での97%の賛成を得て改正された。この時点で議会の新議長となっていたメフディー・キャッルービーにより、布告された。この憲法改正により、首相職は廃止された。
ハーシェミー・ラフサンジャーニーは1989年7月28日の大統領選挙で第5代大統領に選出され、8月3日に就任。同日がムーサヴィーの首相在任の最後となった。ムーサヴィーは1906年のイラン立憲革命から数えて、第79代にして最後のイランの首相となった。
ムーサヴィーは新たにラフサンジャーニーが率いる政府への参画を求められることはなく、公の場から姿を消した。

## 政治からの引退
1989年のイスラーム共和国の創設者ホメイニーが死去したとき、ムーサヴィーはもはや体制において歓迎される存在ではなくなっていた。彼は政治から引退し、イラン・イスラーム共和国芸術アカデミー総裁となって、建築と教育の場に戻った。公的な場からはほぼ完全に姿を表さず、多くの人々がこれを支配体制への不満を表すものとみなしている。

## 過去の選挙
ムーサヴィーは1997年の大統領選挙への立候補は辞退。さほど知名度の高くないモハンマド・ハータミーの地滑り的大勝につながった。ハータミーは旧ムーサヴィー内閣で閣僚を務めていた。ハータミー政権期、ムーサヴィーは大統領上級顧問となっている。
2005年大統領選挙でもムーサヴィーは改革派連合の主要候補者として名を挙げられた。しかし、2004年10月12日、ハータミー大統領および主要改革派政党指導者2名、すなわち闘うウラマー集団のメフディー・キャッルービー、モハンマド・ムーサヴィー・ホエイニーハーとの会談後、公式に立候補を辞退している。

## 2009年の大統領選挙
2009年6月12日に行われる大統領選挙に3月10日出馬を表明した。
ムーサヴィーは、「短期的な利益のため、国家資源を浪費する愚を避けなければならない」と、インフレーションへの無策や、国民への現金支給といったバラマキ政策を行っているアフマディーネジャード大統領を厳しく批判している。更に、「アフマディーネジャードはイラン人の名誉を汚した」とアフマディーネジャードがアメリカやイスラエルへ過激で挑発的な発言を繰り返していることについても厳しく批判している。また、アフマディーネジャードなどの保守強硬派が主張する「イスラム革命原理への回帰」の再定義を訴え、保守派の反アフマディーネジャード勢力への浸透を図っているとされた。
これらのことから、選挙戦での組織力で劣る改革派候補の中では強い候補であるとの見方の一方で、知名度や人気では第5代大統領のモハンマド・ハータミーには遠く及ばないとの見方もあった。一方で、アフマディーネジャードに不満を持つ保守穏健派の票を集める可能性もあるとの見方もあった。
ムーサヴィーの出馬を受け、2009年2月に出馬を表明していたハータミーが3月に出馬を撤回した。
世論調査ではムーサヴィーの支持が上回っているというものも多く見られた。
しかし、現職アフマディーネジャードが62％を得票したとされ、これに納得出来ないムーサヴィー側が「選挙に不正があった」と主張し、支持者と警官隊の間で死傷者の出る混乱が続いた。

## 選挙後
選挙後は断続的に政権への抗議運動を行っていたが、2011年2月にエジプト革命が起き、それに触発される形で反体制運動が再燃した。ムーサヴィーは改革派の長老メフディー・キャッルービーと共闘し、反体制運動の先頭に立っている。

## 文献
書籍
- Baktiari, Bahman (1996). Parliamentary Politics in Revolutionary Iran. University Press of Florida. ISBN 0813014611
- Brownlee, Jason (2007). Authoritarianism in an age of Democratization. Cambridge University Press. ISBN 052186951X